# San José Chiltepec
San José Chiltepec ('Júyú en chinanteco) es una población del estado mexicano de Oaxaca, cabecera de uno de los 570 municipios que conforman al estado. Pertenece al distrito de Tuxtepec, dentro de la región del Papaloapan. Forma parte de la región de Las Chinantlas.

## Toponimia
El nombre de Chiltepec significa "Cerro de los chiles"; se forma de Chilli, "Chile" y Tēpetl, "Cerro" y c, "En".
En la lengua chinanteca su significado es diferente, ya que para decir Chiltepec se usa Júyú; donde Jú es "Pueblo" y Yú se traduce por "Sol"; entonces para los chinantecos es "Pueblo de sol".

## Historia
San José Chiltepec es un municipio con pocos vestigios y que es muy difícil situarlo en el tiempo y en el espacio.
Los chinantecos se ubicaron entre las partes limítrofes de los distrito de Tuxtepec, Cicatán, Ixtlán y Choapam y forma la región llamada Chinantla, habitada por la raza chinanteca, dicho nombre correspondió también originalmente a un pueblo desaparecido cuya ubicación no ha podido señalarse o encontrarse; este pueblo junto con Usila y Yolox integran los tres principales señoríos existentes en esta región y antes de la llegada de los españoles; dentro de esta cultura existió un sector conocido como Chinantla Pichinche, nombre que le fue dado porque sus habitantes acostumbraban rayarse en la cabeza un cesguillo en la frente, costumbre que al parecer habían copiado de los mixtecos del norte, vecinos de los Chinantecos que se asentaron en la región comprendida entre Cosamaloapan, Alvarado y Tuxtepec, dicha región se conoce como La Mixtequilla. Chinantla es un vocablo compuesto por diferentes vocablos: Chināntl, que significa "insectos" o "cercas de caña" y por el sufijo abundancial Tla, significa "Donde hay muchos insectos" o "Cercas igualmente de cañas".
Según la relación de referencia los pueblos que llegaron a integrar la región chinanteca en los días de la conquista eran los siguientes: Chinantla, Sayolapa, Otzumalzintepec, Caltepeque, Mazapán, Montepeque, Ecatepeque, Quechila, Olutla, Mayotapeque, Michiapan, Xayacatzintla, Tescaleo Grande y Chico, Ayotustla Grande y Chico, Etla Grande y Chico, Huacomulco Grande y Chico, Palantla, Chapultepeque, Mayotianquiseo, Tecuatianguiseo y Nopala. De lo anterior se desprende que Chinantla pudo haber sido el pueblo que en alguna parte de la región se estableció y que posteriormente emigro para formar lo que hoy se conoce como San José Chiltepec.
De la tradición oral sabemos que en la época prehispánica hubo un asentamiento en Pueblo Viejo a 10 km. Al oriente de lo que hoy es Chiltepec y donde hoy quedan huellas o vestigios de que existió un pueblo prehispánico y que se cree que estos hayan sido los abuelos de los que hoy habitan y conforman el pueblo de Chiltepec y que por causa de alguna enfermedad perecieron